# Alcalá (Valle del Cauca)
Alcalá es un municipio colombiano ubicado en el nororiente del departamento del Valle del Cauca. Fue fundado por el criollo español nacido en Cartago, Sebastián de Marisancena, en 1791. El municipio se constituyó como cantón, hasta 128 años después, en 1919, cuando recibió el título de municipio. Este es uno de los municipios que forman parte del Paisaje cultural cafetero, declarado Patrimonio de la Humanidad por la UNESCO en 2011. 
Alcalá pertenece a la provincia Norte del departamento del Valle del Cauca, tiene como referencia a Cartago, que antiguamente era la frontera septentrional de esa región agrícola y ganadera del país. Cartago era conocida como 'la ciudad de los confines' y hoy le sirve a Alcalá para diferentes asuntos económicos, políticos, militares y religiosos. Por tanto, su ubicación septentrional, tan cerca del Eje Cafetero y tan alejada de la capital de su departamento, Cali, ha facilitado tan solo hace 100 años la influencia de la cultura cafetera que define a las poblaciones de esa zona del país, de la cual el Valle del Cauca también hace parte con varios de sus municipios de la parte norte. Alcalá está a 201 km de Cali, la capital del departamento, a 26 kilómetros de Cartago, 29 kilómetros de Armenia, 31 kilómetros de Pereira, 24 kilómetros de Filandia, 44 Kilómetros de Salento, 248 kilómetros de Medellín y 310 km de Bogotá.
Este municipio, por sus afluentes hídricos, es conocido por su producción cafetera y sus prácticas de deportes extremos acuáticos.

## Elementos identitarios

Bandera de Alcalá.

Escudo de Alcalá.

### Toponimia
Alcalá ha recibido 2 nombres anteriores al que posee actualmente, el primero de ellos fue en 1791, fecha en que fue fundado, como Furatena; el cual sería cambiado poco tiempo después por el de San Sebastián de la Balsa, en honor al acaudalado terrateniente, constructor de la Casa del Virrey  en Cartago y fundador de la población.

### Símbolos

#### Bandera
La bandera de Alcalá consta de dos franjas, una superior verde que representa la riqueza agrícola del municipio, y una inferior blanca, que simboliza la paz.

#### Escudo
El escudo de este municipio tiene una forma acorazada y está dividido en tres franjas:
- Franja azul: Está conformada por un sol, que simboliza la protección y el abrigo, y una cornucopia café con granos dorados, que simboliza la riqueza de sus tierras.
- Franja verde: Está formada por dos manos estrechadas, simbolizando la fraternidad que rige en el municipio.
- Franja blanca: Está formado por un samán gigante, simbolizando el que se encuentra en la plaza central y que tiene casi 100 años.

Esta coraza está bordeada por dos ramas de cafetal a cada uno de sus lados, homenajeando el principal producto de esta población. Y en la parte superior se encuentra su emblema nacional: Alcala Tierra de Oportunidades.

## Geografía
Alcalá es un municipio ubicado al norte del Valle del Cauca, sobre la Cordillera Central, con su superficie de 61 km² es unos de los más pequeños del departamento, ubicándose en una posición privilegiada por su paso entre el Eje Cafetero y el interior del valle del río Cauca.
Este territorio está ubicado en la cuenca del río Cauca, su vertiente hídrica principal es el río La Vieja, pero también tiene las quebradas Los Ángeles, la que marca la frontera con Ulloa, Bellavista y San Felipe, la que marca frontera con Quindío. También cuenta con las Cascadas El Chontaduro y El Mico.
Por estar ubicado en la montaña, Alcalá tiene un clima cálido de bosque seco tropical y bosque húmedo premontado. Este clima permite el desarrollo de cultivos para la producción, esencialmente el café.

### Límites municipales
|                | Norte: Ulloa           |                         |
| Oeste: Cartago |                        | Este: QUINDÍO(Filandia) |
|                | Sur: QUINDÍO(Quimbaya) |                         |

El casco urbano de Alcalá está localizado en las coordenadas geográficas 04º40’38’ ’ latitud norte y 75º47’15’ ’ longitud oeste. Limita con los siguientes municipios: norte con Ulloa (Valle), al sur con Quimbaya (Quindío), al oriente con Finlandia (Quindío) y al occidente con Cartago (Valle).
Su hidrografía se compone por el río de La Vieja o piedras de moler quebrada Los Ángeles, el Mico, San Felipe, la Armenia.

## División Político-Administrativa
Su Cabecera municipal, se encuentra dividido en los barrios: Samán I, Samán II, Bellavista I, Bellavista II, La Plazuela, Jorge Eliécer Gaitán, Arcila, Sector Centro, Las Palmas, Las Flores, El Porvenir, Villa Fernanda I y II, El Bolívar, El Progreso, La Balsa I, La Balsa II y Las Delicias.
Alcalá tiene bajo su jurisdicción los siguientes Centros poblados:
- La Floresta
- La Polonia

### Veredas
Además, el municipio está compuesto con las siguientes veredas:
El Dinde, El Edén, La Estrella, La Unión, El Higuerón, Los Sauces, Playas Verdes, San Felipe, Trincheras, Bélgica, Maraveles, El Congal, La Caña y La Cuchilla. 

## Historia
Fue fundado en 1791 por el ciudadano criollo español Sebastián de Marisancena, con el nombre de San Sebastián de la Balsa. Don Sebastián de Marisancena era un comerciante registrado en Cádiz (España), que importaba del reino mercancías y esclavos comercializándolos en los mercados de Cartagena, Honda, Ibagué y Cartago, además de tener negocios en Quito y Lima. Era hijo de Don Miguel Tomás Marisancena y Mendinueta, de quien heredó las tierras que hoy ocupan los municipios de Ulloa y Alcalá y parte del área rural de Cartago junto al río La Vieja.
En 1791 recibió de la Corona española el título de Juez Poblador, iniciando así la fundación de la primera población de las montañas del Quindío a la cual llamó San Sebastián de la Balsa (hoy Alcalá). No existía otra población entre Cartago e Ibagué. Sus primeros pobladores eran de Cartago: Don Ignacio de Castro, Don Caietano de Castro, Don Francisco Javier de Castro, Don Manuel Chávez, Benito Caicedo, José Anselmo Holguín, Miguel Suárez, Miguel Gerónimo Suárez, Apòlinario García, Aniseto Aguilar, José Antonio Ortiz, Francisco Ortiz, Simón Galviz, Manuel Rodríguez, Narciso Galindo, Juan de la Virgen, José Sánchez, Lorenzo Amaya, Manuel Ángel, Salvador Sabaletas, Rubensindo Torres, José Laurián Pérez, Isidro Selemín, Matías Rugeno, Vicente Utanachi, Miguel Rivas, José Ángel, José Galviz, Santiago Guzmán, Julián Salanilla, Julián Téllez y Juan Quintero. Marisancena les suministró alimentos, herramienta, materiales y tierra para que cada familia se instalara e hicieran su vivienda. También con su dinero construyó el templo y la vivienda para el sacerdote, con todos los ornamentos requeridos por la Santa Iglesia Católica.
Debido a su extenso nombre el caserío se popularizó como "La Balsa", conociéndose así hasta principios del siglo XX. Su aspecto no dejó de ser el de un pequeño caserío con viviendas muy separadas entre sí a la orilla del camino, donde se ofrecían algunos servicios para los viajantes como alimento, descanso, establo y herrería. Las viviendas eran hechas con tejados en palma seca, sostenidos con maderos gruesos, paredes en guadua y pisos en tierra.
El manejo de la guadua se convirtió en un arte heredado de los indios quimbaya, ya que los pobladores de La Balsa hacían como ellos cercas, sardineles, casas, vasos, cajones para depósito de agua y balsas para transportarse por el río La Vieja. Aparecen las primeras familias antioqueñas, buscando tierras baldías para apropiar y otros detrás de la fiebre de las guacas, por ser esta una región próspera para este oficio, especialmente en las veredas La Cuchilla, Maravelez, El Congal y La Caña; otras se hallaron en el barrio Bolívar “La fundación de la mayoría de los pueblos, y especialmente los situados hacia el río La Vieja, estuvo precedida por gran cantidad de guaqueros. Así cuando se funda a Filandia en 1878, ya habían explotado sus guacas más de 500 guaqueros” (“La Guaquería en el Viejo Caldas” por Albeiro Valencia Llano). Los primeros años del siglo XX fueron de comercio por arrieros que llevaban y traían mercancías de varias ciudades. El caserío empezó a crecer llegando a él personas de Filandía, Circacia, Salamina, Manizales, El Carmen, Amagá, Caramanta, Marsella, Santa Rosa de Cabal y unos pocos del Tolima. Todos fueron haciendo vivienda junto al camino real, y por eso la calle principal no es totalmente recta. Esta calle era la única. Estos primeros colonos no necesitaron comprar tierras porque estas eran de los Marisancenas y como ellos murieron, entonces no quedó dueño de ellas. 
La señora Rosana Gutiérrez Ruiz de Mazuera sembró un samán en la plaza frente a la iglesia, el 14 de noviembre de 1917 el cual propició que con los años, bajo su sombra se popularizara el mercado. Hoy día existe el samán y se ha convertido en símbolo de los alcalaínos. Su morfología urbana es la tradicional española donde se acomodaron los poderes público, civil y eclesiástico. La Asamblea del Valle del Cauca elevó el caserío de La Balsa a la categoría de municipio, con la ordenanza N.º 12 del 31 de marzo de 1919 dándole el nombre de Alcalá. Después de 126 años de contar con iglesia, fue enviado por primera vez un sacerdote de la diócesis de Cali llamado Juan Nicolás Montoya en diciembre de 1920. 
La primera alcaldía se empezó a construir aproximadamente en 1921 luego de que la asamblea del departamento del Valle del Cauca enviara en dos ocasiones de a mil pesos para hacerla. Los primeros alcaldes fueron: Francisco Mazuera, Camilo Montoya, Anacleto Valencia, Joaquín María Córdoba, Camilo Arana, Quintiliano Bueno, Ramón Franki y Bernardo Montaño.

## Demografía
| Gráfica de evolución demográfica de Alcalá entre 1980 y 2020 |
|                                                              |
| Fuente DANE - elaboración gráfica de Wikipedia               |

## Economía
La principal fuente de ingresos de este municipio es el cafè gracias a su amplia producción.
En los días festivos, los bañistas acuden a sus balnearios naturales, como el de la quebrada de Los Ángeles, afluente del río La Vieja. El turismo también empieza a surgir como actividad económica importante. Alcalá pertenece a la vertiente occidental de la cordillera central. Hace parte de la hoya hidrográfica del río Cauca, siendo sus tierras irrigadas por el río La Vieja y la quebrada Los Ángeles. Su principal fuerte económica es la agricultura, café, yuca, caña de azúcar, plátano y naranjas al igual que la ganadería. Hay pequeñas minas de yeso.

## Cultura
La segunda semana de noviembre se celebran sus fiestas del Retorno y del Samán que solo se llevan a cabo si el alcalde las autoriza .En el 2014 y 2015 por ejemplo no se hicieron hacia esta fecha porque el alcalde de turno así lo eligió. Se comunica por carretera con Cartago, Ulloa y Quimbaya. Dispone de hoteles y restaurantes para atender a los turistas. Esta región, a diferencia de la mayoría de Valle del Cauca, presenta una topografía montañosa con bosque tropical andino y una temperatura variable entre los 10 °C a 24 °C siendo favorable para la producción de café de alta calidad. Su cultura es formada por costumbres netamente paisas dejando evidencia de ello en las antiguas viviendas coloridas con balcones, marcos de madera en puertas y ventanas y techos en teja de barro. 

## Turismo
- Finca Hotel El Bosque: Ubicado en la vereda La Caña, a 5 kilómetros del casco urbano. Práctica de canopy, muro de escalada, toboganes de agua, puentes tibetanos y rappel.

- Paisaje Cultural Cafetero: Se resalta la conservación de la arquitectura, el folklor, la gastronomía, la música y las tradiciones de la cultura cafetera, como valor patrimonial.

- Vereda El Dinde: Práctica de pesca deportiva.

- Vereda Piedra de Moler: Ubicado a 8 kilómetros de la cabecera municipal encontramos el río La Vieja, quebradas y piscinas de agua natural.

- Paseo en canoa por el Rio de la Vieja: Se puede disfrutar de la naturaleza y sus sonidos, dando un paseo por la tradicional Canoa.

## Gastronomía
Desde Piedra de Moler hasta la vereda San Felipe, en la vía que comunica al Valle del Cauca con el Quindío, se puede degustar fritanga. En la vereda el Dinde encontramos: frijoles y chorizo de cerdo, deliciosos sancochos de gallina hechos en leña, entre otros.

## Servicios públicos
- Energía Eléctrica: Celsia, es la empresa prestadora del servicio de energía eléctrica.[3]
- Gas Natural: Gases de Occidente es la empresa distribuidora y comercializadora de gas natural en el municipio.